# Masterització

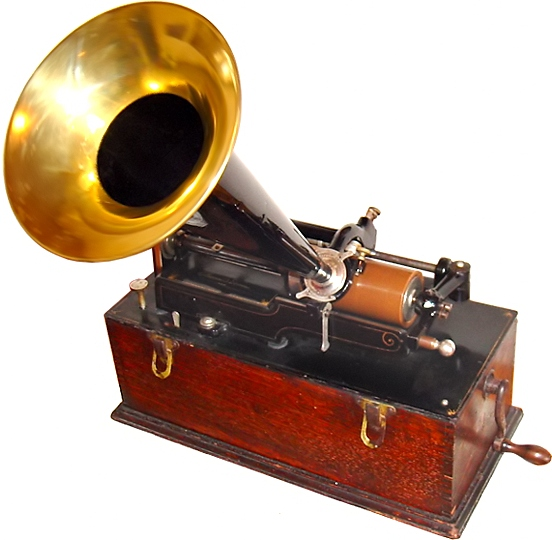
Fonògraf

Masterització és un terme que prové de master, en anglès, que fa referència al producte acabat, del qual han d'obtenir-se les còpies i es pot interpretar com a "produir un màster". Com a tal, encara que ha evolucionat, és un concepte que ha estat lligat a la història de l'enregistrament sonor. Es podria afirmar que la primera masterització va tenir lloc al laboratori de Thomas Edison, puix que el mateix Edison o un dels seus assistents va haver de produir d'alguna manera el primer cilindre llest per a ser utilitzat al fonògraf per reproduir un so enregistrat prèviament mitjançant el mateix aparell.

## Ressenya

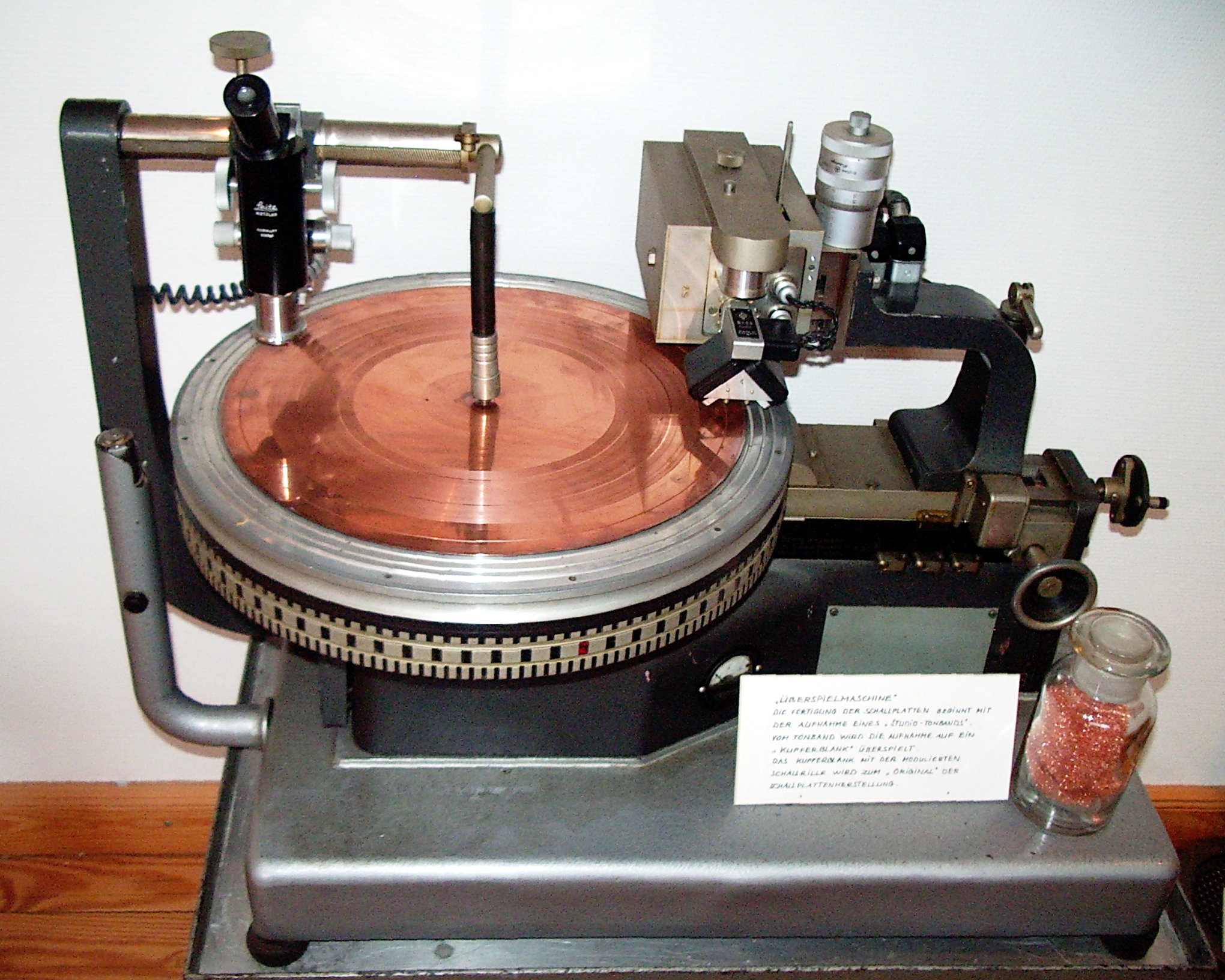
Màquina de tall de discos mestres. A la imatge apareix un disc mestre recobert de coure.

Amb la invenció del gramòfon, es va popularitzar l'ús del disc de vinil, la qual cosa va succeir de forma paral·lela al desenvolupament de la ràdio als Estats Units. L'enginyer encarregat de la masterització elabora el màster gravant un solc a la superfície del mateix usant un pickup similar al que s'usa per a reproducció. Aquest solc forma una espiral que inicia el seu camí en la perifèria de la superfície del disc i avança cap al seu interior. La velocitat a què la punta enregistradora avança cap al centre del disc determina la distància entre solcs, la qual cosa al seu torn limita l'amplitud de les vibracions que pot registrar el pickup, la qual cosa després es tradueix en un disc que sona més o menys fort.
Amb l'adveniment del disc compacte, la forma com es realitza el treball de crear el prototip per al màster va canviar, però va continuar sent necessari. L'encarregat de la masterització de Cd's creava un prototip usant un format desenvolupat per a tal fi, a partir d'una modificació de l'enregistradora de vídeo U-matic, conegut en aquest entorn com la PCM 1630.
Amb els anys es va crear el Cd d'escriptura i després el de lecto-escriptura, que també va començar a ser usat per lliurar els màsters a la planta de premsatge. Avui en dia són el format de preferència, al costat del DDP (de l'anglès, "Disc Description Protocol"), que s'usa per enviar el màster a la planta a través d'internet.
Algunes persones prefereixen el terme "Premasterització", ja que el producte obtingut a l'estudi és sols un "pre-màster" del qual s'obté el "glass-màster", que és pròpiament el que s'usa en la planta de premsatge per a la replicació.

## Masterització com a part del procés de la producció sonora
Els primers títols d'enregistrament sonor van ser comercialitzats com a cilindres per a fonògraf o disc per a gramòfon. Aquests primers enregistraments es realitzaven directament sobre el medi final, sense processos intermediaris. Amb la invenció de la cinta magnètica, l'enregistrament podia realitzar-se en un moment previ a la producció del màster del disc per a replicació, amb possibilitat de repetir quan una presa no sortia bé, i es podia fins i tot gravar cada fragment musical en un moment diferent, el que feia necessària una sessió extra "d'armat", que possibilitava la presa de decisions com l'ordre de les cançons, perquè el tècnic encarregat preparés el màster a partir de les diferents cintes emprades en l'ordre desitjat i deixant un espai de silenci adequat entre elles, procés que fins als nostres dies es coneix amb el nom de "seqüenciat".
Un altre aspecte important en l'evolució del treball de masterització es va deure també al fet de gravar en moments diferents cada pista de l'àlbum, ja que amb freqüència el resultat final era que cada peça individual presentava un nivell de volum diferent, a causa del qual l'operari havia de compensar aquest efecte ja fora amplificant o atenuant algunes d'elles, el que a vegades obligava a la creació d'una cinta mestra a partir de les originals.
L'operari ja no s'encarregava només de l'aspecte purament tècnic de la preparació del màster, sinó que tenia sota la seva responsabilitat la 'seqüenciació' i l'anivellament, cosa que tenia també a veure amb la part artística del treball.
En poc temps es va agregar un equalitzador a l'arsenal, a causa que no només es presentaven diferències de nivell entre les diferents pistes, sinó també de color. L'equalitzador s'utilitzava per compensar tals diferències, que van començar a donar-se amb major freqüència i intensitat als començaments de l'enregistrament multipista, que agregava un procés intermedi entre l'enregistrament i la masterització : la mescla.

## La masterització i la ràdio
L'enregistrament sonor i la ràdio van tenir un desenvolupament paral·lel des dels seus inicis. Mentre Thomas Alva Edison desenvolupava les primeres màquines comercials per a l'enregistrament i reproducció de so mitjançant processos mecànics, la ràdio es desenvolupava per mitjans electrònics. El fonògraf no va estar llest per a comercialització fins a 1889, gairebé al mateix temps que el gramòfon, mentre Lee deForest va inventar l'audion, precursor de la vàlvula tríode, el 1906.
La invenció de deForest va revolucionar per sempre la indústria radial, convertint-se en l'element primari per excel·lència en les comunicacions sense fil. En aparèixer diferents companyies, es va començar a donar una competència per a l'audiència. Ja que a cada emissora se li assigna una freqüència per explotar i el receptor de radi pot en canvi explorar tot l'espectre, l'oient pot fàcilment canviar d'una estació a l'altra. La batalla per l'audiència es va tornar acarnissada i es va barallar a diversos fronts: cobertura, contingut i potència.
La part de la potència s'aconsegueix als transmissors de RF, però per a aconseguir una diferència apreciable en el receptor entre dues estacions competidores que tenen els seus transmissors en una distància relativament igual respecte al receptor calen diversos decibels. En termes de so, una diferència de 3 dB en nivell pressió sonora requereix el doble de la potència en el parlant, que implica aproximadament el doble d'inversió en transmissors per a l'estació que produeix aquest increment. Tanmateix, 3 dB-Spl no produeixen una diferència gaire notable en l'oïda humana. Per a produir la sensació del doble de potència sonora percebuda calen aproximadament 10 dB, és a dir, aproximadament una inversió 6 vegades major en equips de transmissió.
La competència deslliurada en aquests termes no resulta pràctica i en canvi és extremadament costosa. D'altra banda, a causa de diferències subtils en la durada de les cançons, alguns discos de vinil podien produir un senyal més fort que d'altres, sense moure controls de volum i, més important encara, sense invertir més en costosos equips de transmissió. Així, per sobresortir davant la competència, el primer i més fàcil que podien fer les emissores era triar el material de partida basant-se, a més d'altres consideracions, en el nivell de volum que podien produir.
Bob Ludwig, una de les icones indiscutibles de la industrial mundial de la masterització, es trobava en aquella època treballant precisament en això, i declara: "Quan amb prou feines vaig entrar en el negoci i estava fent molts talls de vinil, un productor després de l'altre només volien que el seu 45rpm sonés més fort que el de l'altre, de tal manera que quan el director de l'estació radial Top 40 recorregués la seva pila de 45's per a decidir quins dos o tres anava a agregar aquella setmana, el disc "saltés" cap al director del programa, almenys auralment "

## La guerra del volum
Podria dir-se que la història del processament radial és la història de la guerra del volum, ja que el fet que alguns discos de vinil sonessin més fort que d'altres era circumstancial, era necessari trobar una forma d'aconseguir el mateix efecte sense haver de prescindir de certs títols només perquè no sonaven tan fort. Cal recordar que no sols el volum, sinó també el contingut, eren importants per competir.
Ja que el desenvolupament de la ràdio havia estat electrònic des dels seus inicis, era d'aquesta forma com s'havia de resoldre el dilema. Un dels primers aparells utilitzats amb la finalitat expressa d'augmentar el volum aparent d'un enregistrament va ser el Limitador de pics (peak limiter) RCA 96 A, el 1936 i sols tres anys després, el 1126 A de Western Electric.
Aquests aparells, tanmateix, només ajudaven a evitar un fenomen conegut com a "sobre-modulació" que és bàsicament saturació, dita en termes d'emissió radial. Tanmateix, el fet que els vinils no arribaven a l'estació amb un mateix nivell de volum obligava l'operari a ajustar constantment el volum de sortida del reproductor per aconseguir un nivell constant a la sortida.

### Processadors radials
Posteriorment, el PROGAR de KSFO finalment va aparèixer com el primer processador radial que mereixia aquest nom, en combinar el limitador de pics amb un circuit de control automàtic de guany AGC per les seves inicials en anglès, precursor dels moderns processadors radials de Orban, com la sèrie dels OPTIMOD.
Els primers especialistes de la masterització van començar a usar també aquestes eines radials per aconseguir la sensació d'un major volum sense provocar distorsions per saturació.
La guerra del volum va ser inicialment entre estacions radials, però ja durant els 60 hi havia diversos estudis al voltant del món que usaven bàsicament la mateixa tècnica amb la mateixa finalitat. Un equalitzador gràfic, ja que el paramètric no faria el seu debut fins a 1972, un limitador de pics com el 96 A o el 1126 A, un reproductor de cinta magnètica d'1/4" per a les barreges analògiques, un DAT player per a les digitals, i un Sony PCM1630, eren un equipament estàndard per a l'època.
La finalitat principal d'això era, sens dubte, aconseguir un àlbum sonorament coherent, seqüenciar-lo i donar-li el format apropiat per enviar la cinta 1630 per a premsatge, però també aconseguir una sensació de major volum en els compradors de discos.
Aquesta era l'altra guerra: la dels productors fonogràfics. I per aconseguir-ho, usaven tecnologia d'emissió radial. Això va fer que una contrarestés l'altra.
Mentre el processador radial intentava homogeneïtzar l'àudio que sortia de l'emissora, el fet que els estudis de masterització al voltant del món fessin un procés similar per endavant feia que el material resultés sent limitat almenys dues vegades abans d'arribar al receptor de radi. Fins i tot amb el AGC del processador radial, això tendia que les cançons més limitades per endavant sonessin una mica més fort.
A finals dels 70 Mike Dorrough va llançar el seu model 310 DAP, que significa en anglès Discriminate Audio Processor i el 1980 el 610. Aquests processadors primer separaven l'espectre en tres components, o "bandes", aplicaven compressió a cada una separadament i després les unien de nou. Avui en dia, aquest processador es coneix com a Processador multibanda.
Això va elevar el nivell general de l'emissió radial en termes de volum percebut, portant la guerra del volum al següent nivell.

### Àudio digital
Els 80 emmarquen un esdeveniment en la història de l'àudio: l'arribada a l'escena del disc compacte, o Cd, i des de llavors ja no es va poder usar més la tècnica de l'ample de solc, en ser els 16bit un límit rígid. D'aquesta manera, la competència dels estudis d'enregistrament va haver de limitar-se, com la ràdio, a les armes electròniques, així que sens dubte, el processador multibanda no va tardar a afegir-se a l'arsenal dels estudis de masterització.
Aquest procés es va tornar cíclic. Les estacions radials competeixen entre si pel volum, però alhora intenten aconseguir un volum homogeni en tot el seu contingut, mentre els productors d'aquest contingut també competeixen entre si pel volum, dificultant d'aquesta forma el propòsit inicial.
La guerra pel volum es perpetua perquè es realimenta; perquè arriba un moment en la història en la qual ja no es tracta de produir música sinó només de vendre més àlbums que els altres, el que obliga a competir-hi amb totes les armes a disposició sent el volum una de les més utilitzades, fins i tot encara que la seva efectivitat com a mètode sigui tan qüestionada actualment.

### Les armes de la guerra
El format CD només ens permet codificar l'àudio en 16 bits, el que implica només 96 dB de rang dinàmic.
El que es fa per tractar de superar aquest límit és disminuir la bretxa entre el nivell dels becs de senyal ocasionals, que es coneixen com a Peak enmig, i el nivell quadràtic medi del senyal, també conegut com a RMS, usant eines com limitadors de pics i fins i tot distorsió induïda en transistors, vàlvules i cintes magnètiques. Tant la limitació de pics com la distorsió induïda produeixen en l'oïda la sensació que els pics del senyal continuen presents, com si no haguessin estat retallats.
És com si el nostre cervell, en interpretar la informació que li arriba des del sentit auditiu "completés" la fracció del senyal que ha estat remogut per una d'aquestes eines, aconseguint d'aquesta manera augmentar auditivament el rang dinàmic disponible en el format.

### Reacció en cadena
Però fins i tot aquesta tècnica té el seu límit, ja que els seus beneficis tenen un cost: l'àudio es deteriora de manera més notòria quan més s'abusa d'aquests procediments i la dinàmica musical es va perdent cada vegada més.
Això ha provocat un moviment mundial contra la guerra del volum, el que s'ha manifestat en el desenvolupament de propostes com "Turn me up", que busquen detenir aquesta tendència en la indústria.
Els militants d'aquestes organitzacions parlen moltes vegades del "rescat del rang dinàmic", argumentant que les tècniques per augmentar el volum percebut disminueixen el rang dinàmic dels enregistraments, però això és incorrecte. Per una part, el rang dinàmic del format Cd són 96 dB en tots els casos. Sols es té un rang dinàmic inferior a això quan el senyal codificat no usa tots els 16 bits, el que no és el cas dels àlbums cridats "Super Hot". El que sí que pot perdre's en canvi, depenent del material original, és la dinàmica musical, que és la relació entre els passatges forts i suaus d'una cançó, però fins i tot això pot ser corregit fàcilment per un professional usant automatització.
El deteriorament sonor és innegable però també depèn de l'estil, ja que per a alguns d'ells, la distorsió agregada pot ajudar a aconseguir el seu so característic. Sens dubte, fins i tot en aquest cas és possible que l'abús destrueixi el mateix que pretenia aconseguir, com el demostra el cas de l'àlbum Death Magnetic del grup Metallica.

## Processament
Per començar, el processament del material sonor en l'etapa de masterización té l'objectiu de fer l'àlbum més homogeni des del punt de vista sonor, en dos aspectes principalment: la potència sonora percebuda i l'anomenat "color", que està relacionat amb el contingut espectral de cada cort.
D'aquesta manera, el processament des del punt de vista dinàmic podria consistir a elegir un dels talls i adequar el nivell aparent dels altres respecte a aquest, i un procediment similar podria seguir-se amb el "color". L'àlbum resultant s'assemblaria molt al material original que va sortir de l'estudi de barreges i el seu contingut dinàmic musical es trobaria pràcticament intacte.
Una qüestió d'estil
Però a la pràctica existeixen altres consideracions com les de tipus estilístic. Per exemple, en el cas del rock, hi ha una tendència a preferir un so més distorsionat i menys lineal, principalment per raons de tipus històric. La dificultat que enfronten els estudis de projecte i amos d'avui en dia en aquest sentit consisteix, curiosament, que l'enorme rang dinàmic del qual disposen les interfícies digitals d'àudio actuals, així com la seva gran linealitat dinàmica i espectral, les posen molt per sobre de les limitacions dels primers equips de reforç sonor i enregistrament.
Això es converteix en una limitació a l'hora de trobar el so "clàssic", ja que tal sonoritat es devia que les primitives eines amb què comptaven tant músics com operaris d'àudio arribaven fàcilment als seus límits d'operació en una situació normal d'estudi o tarima. La resposta de freqüència dels primers equips d'enregistrament era molt lluny de ser plana i el rang dinàmic de la cinta magnètica era molt escàs, amb la qual cosa tampoc no s'aconseguia una resposta lineal, la qual cosa en canvi no presenta cap problema amb els equips actuals.
La solució per retrobar-se amb aquest so es troba en el processament en l'etapa de masterització, simplement emulant la resposta tant de cintes com de transistors i vàlvules a posteriori usant per al propòsit eines de programari o de maquinari, depenent del mètode particular emprat pel professional corresponent.
La distorsió es genera en retallar els pics del senyal a la manera en la qual ho farien qualssevol dels elements esmentats, i això permet elevar el seu nivell general, donant com a resultat un so amb major potència aparent, com a efecte col·lateral.
El processament espectral
Jean Baptiste Joseph Fourier va postular que qualsevol senyal periòdic pot reconstruir-se a partir d'una suma infinita de funcions sinusoidals i cosinoïdals de diferents amplitud, fase i freqüència, procediment que es coneix com a sèrie de Fourier. Posteriorment, també va descobrir que senyals no-periòdiques, o en altres paraules, aleatòries, també podrien representar-se mitjançant un procediment que involucra l'ús d'integrals conegut com la Transformada de Fourier.
Al conjunt de "tons purs", o sinusoidals, la combinació del qual produeix el senyal original és al que coneixem com l'"espectre" del senyal.
Mitjançant l'ús de diverses tècniques de filtratge, la contribució de tals tons purs pot ser separada i posteriorment modificada, resultant això en una modificació del senyal original que és a què solen cridar un canvi de "color".
Aquest procés pot realitzar-se usant filtres passius o actius, analògics o digitals, implementats en maquinari o programari. Els filtres com a tal poden ser dissenyats específicament per a l'estudi o el treball en particular, o poden ser aconseguits comercialment, amb pendents d'atenuació suaus o molt accentuades. També poden formar part d'un equip que també inclogui controls de nivell, com els anomenats "equalitzadors gràfics"
1r Equalitzar: amb l'equalització el que es pretén és ajustar les característiques tonals d'àudio que serà processat, bé sigui per atenuar-lo o accentuar-lo. No és gaire comú a l'hora de masteritzar fer grans canvis d'equalitzacions, tret que sigui necessari se sol mantenir l'equalització duta a terme prèviament a la barreja, solen ser petits ajustaments.
2n Comprimir: L'ús d'un compressor o un limitador a l'hora de dur a terme la masterització té com a finalitat que no hi hagi forts desnivells entre les parts de més força i de menys força, aconseguint així una certa estabilitat.
3r Limitar: Mentre que un compressor comprimeix el senyal que aquesta per sobre del llindar que tu li indiques, el limitador el que fa és tallar aquest senyal, és a dir, mentre que en una funció de compressió s'aplica una proporció de 3:1 en un limitador s'aplica una proporció infinit:1.
4t Expandir: Un expansor té la funció inversa a un compressor. S'utilitza molt per a restauracions d'àudio com la informació que es troba guardada en cassetes i que per culpa del temps i altres factors es va danyant la informació que hi ha guardada en ells, també és molt usat per reduir el soroll de fons que no és desitjat en enregistraments professionals.
És cert que tant en uns casos com en d'altres és necessari dur-lo a terme, però així i tot en aquests processos tampoc existeix unes pautes obligatòries, és una qüestió sempre de les intencions del músic o del tècnic de masterització, de l'estil que es vagi a masteritzar i en molts casos també és una qüestió de modes. Per exemple, en l'actualitat es du a terme la moda de la guerra del volum en la qual el que es pretén aconseguir és una compressió i masterització extrema, això té el raonament que l'oïda humana actua de forma diferent segons el nivell de pressió sonora i com gran és aquest, major és el nombre de freqüències altes i baixes que percebem. També té molt a veure amb el fet de cridar l'atenció de l'oient, per exemple, algú porta escoltant la ràdio mitja hora a un determinat nivell i, de sobte, la ràdio emet una cançó que té un nivell molt més gran, automàticament l'oient prestarà atenció. A l'hora de dur a terme aquest procés s'ha de tenir en compte que té també té factors negatius com la pèrdua de dinàmica i a més pot acabar sent esgotador per a l'oïda, de fet té molts detractors com a: Geoff Emerick (Conegut pel seu treball amb The Beatles des de Revolver fins a Abbey Road), Steve Hoffman, i molts d'altres, incloent melòmans i entusiastes de l'alta qualitat com a Bob Dylan que va dir:
| «           | Escolta aquests enregistraments moderns, són atroços, tenen so a tot arreu. No hi ha definició de res, no hi ha veus, no hi ha res, tot estàtic. | » |
| — Bob Dylan | |   |

El que mai no hem de caure és en l'error de pensar que amb la masterització es poden arreglar tots els problemes que s'han anat acumulant al llarg de l'enregistrament, edició i barreja. La funció de la masterització com va dir Bob Katz és la següent:
| «          | La masterització és l'art del compromís; saber què és el possible i l'impossible, i prendre decisions sobre el que és més important en la música. | » |
| — Bob Katz | |   |

.
Això vol dir que si es pren la decisió, per exemple, d'aconseguir un so afilat i que destaqui en aguts aquestes renunciant alhora de la presència dels greus i viceversa.

## Programari i maquinari de masterització
A l'hora de realitzar el procés de la masterització tenim dues possibilitats: o ho fem mitjançant l'ús d'un programari o pel contrari ho fem mitjançant un maquinari.

### Programari
La masterització es fa amb programes dedicats (Sadie, Sonic Solution, Pyramix) que permeten treballar en alta resolució sense dithering. Aquests programes tenen funcions d'edició de codi PQ, CD text, i enregistrament del màster en format DDP.
Generalment, els tractaments amb connectors es fan amb connectors propietaris, que permet mantenir la integritat del so i evitar dithering fins i tot l'últim pas (la qual cosa no permet el protocol VST). Els programes de masterització són molt diferents al prootools p el logic audio en el sentit que no baixen la resolució, això fa que en uns aspectes siguin més limitats que els programes de producció musical perquè demanen molta més potència de càlcul.

### Maquinari
Les tècniques de masterització per a maquinari venen directament de procés de masterització de vinil: per mantenir la imatge estèreo, tots els paràmetres són amb valors fixos que elegeixes per pas això permet tenir exactament el mateix tractament entre els 2 canals.
Un gran fabricant de material Hardware de masterització és Georges Neumann GMBH, han fabricat la gran majoria de les taules de transfer. Les eines de tractament són: equalitzadors, matrius M/S i compressor de dymanica.

## Enginyers de masterització
És pràcticament impossible d'anomenar tots els grans tècnics de masterització però sens dubte alguns dels enginyers de mastering més famosos són Adam Ayan (Guanyador de dos premis Grammy) que ha masteritzat grups com Nirvana, The Rolling Stones o Incubus entre d'altres, per les mans del Senyor Grossinger també han passant bandes de renom com The Flaming Lips, Guided By Voices, Television, and Bad Brain, Bob Katz que va contribuir a la difusió de les tècniques de masterització amb diverses obres escrites, Leon Zervos destaca per haver masteritzat grups d'estils molt diferents amb gran èxit: Aerosmith, Maroon 5, Dream Theater, Santana, Avril Lavigne, o l'enginyer espanyol Saúl Patiño Slaiel.